# Улица Бардина (Москва)
У́лица Ба́рдина (до 9 февраля 1960 года — 4-й Академи́ческий прое́зд, до 17 января 1958 года — прое́зд № 277) — улица в Юго-Западном административном округе города Москвы на территории Гагаринского района.

## История
Улица получила современное название в память о металлурге, вице-президенте АН СССР, авторе трудов по проектированию металлургических заводов, созданию металлургических агрегатов И. П. Бардине (1883—1960) (улица расположена около Института металлургии и материаловедения имени А. А. Байкова РАН, основателем и директором которого в 1939—1960 годах был И. П. Бардин); его имя также было присвоено ЦНИИ чёрной металлургии, который он возглавлял с 1944 года. До 9 февраля 1960 года называлась Четвёртый Академи́ческий прое́зд по расположенным здесь институтам Академии наук СССР (решение Мосгорисполкома от 09.02.1960г. №8/19), до 17 января 1958 года — прое́зд № 277 решение Мосгорисполкома от 17.01.1958г. №4/12).

## Расположение
Улица Бардина проходит от Ленинского проспекта на юго-восток до улицы Вавилова. Нумерация домов начинается от Ленинского проспекта.

## Примечательные здания и сооружения
- д. 4 — Институт машиноведения имени А. А. Благонравова РАН.

## Транспорт

### Наземный транспорт
По улице Бардина не проходят маршруты наземного общественного транспорта. У северо-западного конца улицы, на Ленинском проспекте, расположена остановка «Дворец труда профсоюзов» автобусов м1, м4, т4, н11, 111, 553, у юго-восточного, на улице Вавилова, — остановка «Улица Бардина» трамваев 14, 39.

### Метро
- Станция метро «Академическая» Калужско-Рижской линии — южнее улицы, на пересечении улицы Дмитрия Ульянова с проспектом 60-летия Октября и Профсоюзной улицей.
- Станция метро «Ленинский проспект» Калужско-Рижской линии и станция МЦК Площадь Гагарина — северо-восточнее улицы, на пересечении Третьего транспортного кольца с улицей Вавилова и Ленинским проспектом.